# Флешбек (психологія)
Флешбек (англ. flashback — повернення до попереднього) або рецидивні спогади — психологічне явище, при якому у людини виникають раптові, зазвичай сильні, повторні переживання минулого досвіду або його елементів. Повторні переживання можуть бути щасливими, сумними, захоплюючими або будь-якими іншими. Термін використовують, зокрема, коли спогади повторюються мимоволі та (або) коли вони такі інтенсивні, що людина «переживає заново» колишній досвід.

## Визначення
Рецидивні спогади — «персональні переживання, що мимоволі вторгаються до свідомості без навмисної спроби відновлення їх у пам'яті».
В цілому, теоретичні пояснення феномену флешбеків можливо розділити на дві групи:
- на базі того, що існує особливий механізм негативних спогадів які клінічно засновані на тому факті, що вони виникають внаслідок травматичних подій,
- інша точка зору про «основний механізм» більшою мірою заснована на експериментах по дослідженню пам'яті і стверджує, що травматичні спогади обмежуються тими ж параметрами, що і щоденні.

Обидві точки зору згодні, що рецидивні спогади виникають внаслідок психотравматичних подій.